# Ana Gogorita
Ana Gogorita (18 november 1975) is een Roemeens tafeltennisster. De rechtshandige speelster komt uit in de Nederlandse Eredivisie als kopvrouw van Dozy Den Helder/Noordkop, voorheen bekend als NAK/Den Helder. Daarmee won ze meerdere kampioenschappen en nationale bekers.
Gogorita kwam in 2001 naar Nederland om op contractbasis te tafeltennissen en bleef er nadat ze er haar partner en vader van haar kinderen ontmoette. Ze werd in 2009 samen met Yana Timina Nederlands kampioen dubbelspel. Gogorita reikte tot de kwartfinale enkelspel op het NK 2008 en tot de halve finale in 2009. Beide keren werd ze uitgeschakeld door Li Jiao. Ze bereikte in 2016 de finale, maar verloor daarin van Britt Eerland.
Gogorita speelt behalve competitie ook internationale toernooien. In 1990 won ze het Europese Jeugd Kampioenschap enkelspel en in 1992 de Europese Junioren Top 12. Gogorita speelde tot 2002 in het Roemeense team, waarmee ze dat jaar Europees kampioen werd in het teamtoernooi.